# Coelioxys xinjiangensis
Coelioxys xinjiangensis är en biart som beskrevs av Wu 2006. Coelioxys xinjiangensis ingår i släktet kägelbin, och familjen buksamlarbin. Inga underarter finns listade i Catalogue of Life.